# Chapelle Saint-Germain de Roussas
La chapelle Saint-Germain est une chapelle romane située sur le territoire de la commune du Roussas dans le département français de la Drôme en région Auvergne-Rhône-Alpes.

## Localisation
La chapelle se dresse à l'extrémité orientale de l'enceinte du château de Roussas et ne doit pas être confondue avec l'église paroissiale Saint-Germain, édifiée en 1868.

## Historique
La chapelle est une chapelle castrale attestée dès le XIe siècle.
D'abord chapelle castrale, elle a ensuite fait office d'église paroissiale jusqu'à la construction de la nouvelle  église paroissiale Saint-Germain en 1868.
La chapelle fait l'objet d'une inscription au titre des monuments historiques depuis le 17 juillet 1926.